# Bylice Kolonia (gromada)
Bylice Kolonia (w latach 1960. Bylice-Kolonia) – dawna gromada, czyli najmniejsza jednostka podziału terytorialnego Polskiej Rzeczypospolitej Ludowej w latach 1954–1972.
Gromady, z gromadzkimi radami narodowymi (GRN) jako organami władzy najniższego stopnia na wsi, funkcjonowały od reformy reorganizującej administrację wiejską przeprowadzonej jesienią 1954 do momentu ich zniesienia z dniem 1 stycznia 1973, tym samym wypierając organizację gminną w latach 1954–1972.
Gromadę Bylice Kolonia z siedzibą GRN w Bylicach Kolonii (współczesna pisownia to Bylice-Kolonia) utworzono – jako jedną z 8759 gromad na obszarze Polski – w powiecie kolskim w woj. poznańskim, na mocy uchwały nr 24/54 WRN w Poznaniu z dnia 5 października 1954. W skład jednostki weszły obszary dotychczasowych gromad Bylice Kolonia, Bylice i Lipie Góry ze zniesionej gminy Czołowo, obszar dotychczasowej gromady Okoleniec ze zniesionej gminy Kłodawa oraz obszar dotychczasowej gromady Zabłocie ze zniesionej gminy Lubotyń w tymże powiecie. Dla gromady ustalono 14 członków gromadzkiej rady narodowej.
1 stycznia 1962 z gromady Bylice-Kolonia wyłączono miejscowość Lipie Góry, włączając ją do gromady Wrząca Wielka w tymże powiecie, po czym gromadę Bylice-Kolonia zniesiono, a jej (pozostały) obszar włączono do gromady Borysławice Kościelne tamże.